# Kościół św. Idziego w Podlesiu

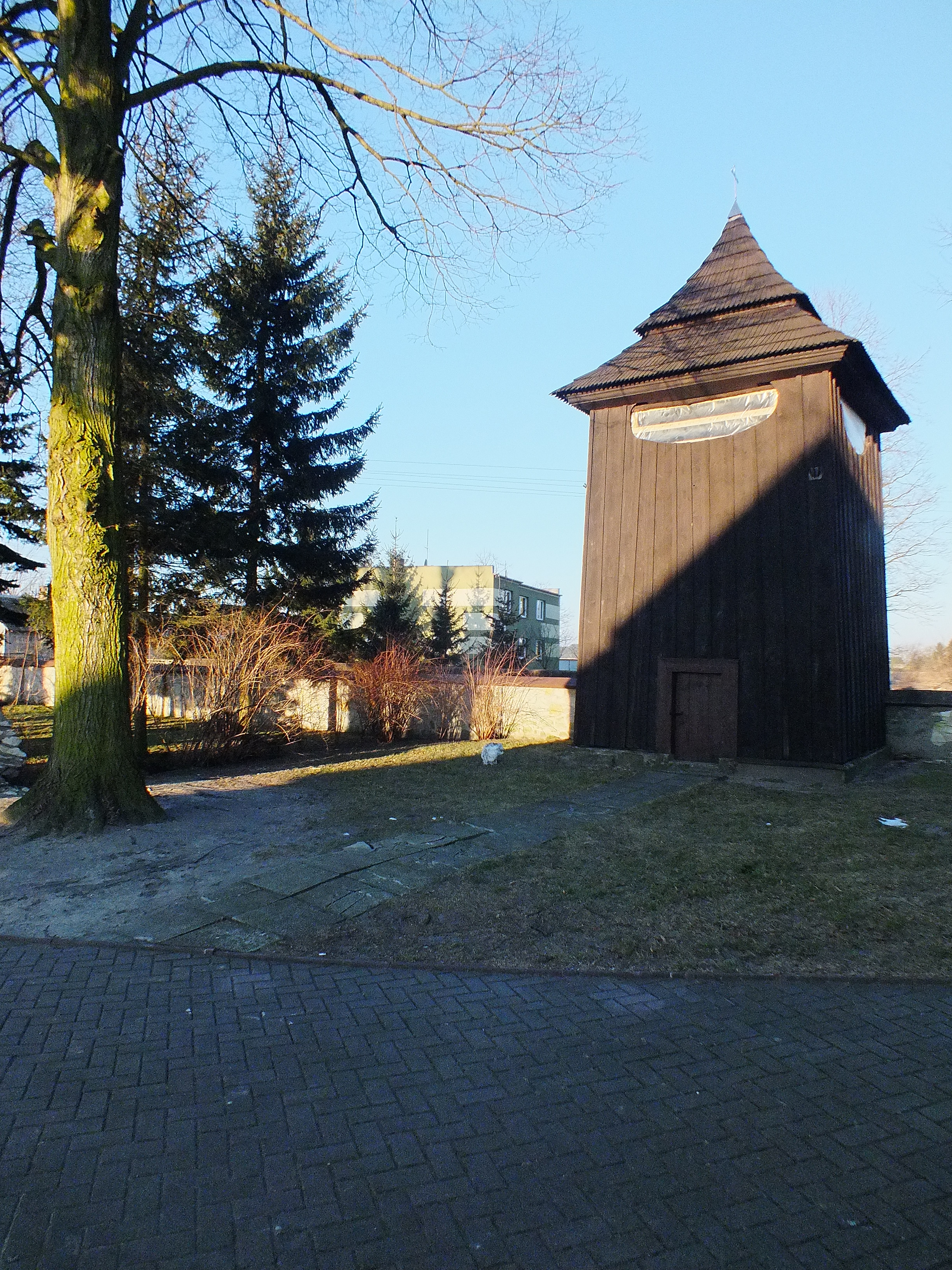
Wolnostojąca dzwonnica

Kościół św. Idziego – zabytkowy kościół katolicki znajdujący się w Podlesiu w powiecie częstochowskim w województwie śląskim. Jest kościołem parafialnym w dekanacie koniecpolskim w diecezji kieleckiej.
Świątynia znajduje się na szlaku architektury drewnianej województwa śląskiego.

## Historia
Pierwsze wzmianki o kościele w Podlesiu pochodzą z 1325 i 1470 roku. Świątynia została spalona przez Szwedów w 1657 roku, nowy kościół wzniesiono w 1728 roku, z fundacji Aleksandra Tęgoborskiego, ówczesnego właściciela wsi. Konsekracja odbyła się w 1728 roku. Pod koniec XVIII wieku (1782–1787) kościół przebudowano tak gruntownie, że faktycznie można mówić o budowie nowego. Było to możliwe dzięki wydatnej pomocy Aleksandra Potockiego, kolatora kościoła.

## Architektura i wyposażenie
Kościół jest drewniany, wybudowany w konstrukcji zrębowej, oszalowany deskami, na podmurówce. Nawa kościoła założona jest na rzucie prostokąta, prezbiterium od strony północnej, węższe, zamknięte prostą ścianą. Bezpośrednio za prezbiterium, na jego przedłużeniu, znajduje się zakrystia – co jest rozwiązaniem rzadko spotykanym w kościołach drewnianych. Wejście do kościoła poprzedzone jest niewielkim przedsionkiem. Dachy gontowe, dwuspadowe, odrębne nad nawą i nad prezbiterium z zakrystią. W dachu nawy znajduje się wieżyczka na sygnaturkę zwieńczona hełmem. Szczyt fasady oszalowany jest deskami układanymi „w jodełkę”. Kościół jednonawowy. Nawa i prezbiterium przekryte są wspólnym sklepieniem pozornym, w nawie wspartym na zaskrzynieniach. Belka tęczowa posiada formę dwóch wolut.
Wyposażenie barokowe. Ołtarz główny i dwa ołtarze boczne pochodzą z XVIII wieku.

## Dzwonnica
W sąsiedztwie kościoła znajduje się wolnostojąca drewniana dzwonnica wybudowana w 1808 roku (rok wyryty nad drzwiami).